# Okręg wyborczy Gwydir
Okręg wyborczy Gwydir (ang. Division of Gwydir) – dawny jednomandatowy okręg wyborczy do Izby Reprezentantów Australii, istniejący w latach 1901-2007. Znajdował się w zachodniej części Nowej Południowej Walii i obejmował m.in. miasta Bourke i Mudgee. Czerpał nazwę od rzeki Gwydir.  Został zlikwidowany w czasie redystrybucji (jak w Australii nazywane są okresowe korekty granic okręgów wyborczych) poprzedzającej wybory w 2007 roku. Większość jego dotychczasowego obszaru weszła w skład okręgu wyborczego Parkes, część przeszła z kolei do okręgu Hunter. 

## Lista posłów
| okres urzędowania | poseł              | przynależność |
| ----------------- | ------------------ | --- |
| 1901-1903         | George Cruickshank | Partia Protekcjonistyczna                                                                                             |
| 1903-1919         | William Webster    | Australijska Partia Pracy (1903-1916) Narodowa Partia Pracy (1916-1917) Nacjonalistyczna Partia Australii (1917-1919) |
| 1919-1925         | Lou Cunningham     | Australijska Partia Pracy                                                                                             |
| 1925-1929         | Aubrey Abbott      | Partia Wiejska |
| 1929-1931         | Lou Cunningham     | Australijska Partia Pracy                                                                                             |
| 1931-1937         | Aubrey Abbott      | Partia Wiejska |
| 1937-1949         | William Scully     | Australijska Partia Pracy                                                                                             |
| 1949-1953         | Thomas Treolar     | Partia Wiejska |
| 1953-1969         | Ian Allan          | Partia Wiejska |
| 1969-1989         | Ralph Hunt         | Partia Wiejska (1969-1975) Narodowa Partia Wiejska (1975-1982) Narodowa Partia Australii (1982-1989)                  |
| 1989-2007         | John Anderson      | Narodowa Partia Australii                                                                                             |

źródło: 